# هيرنان غاليندز
هيرنان غاليندز (بالإسبانية: Hernán Galíndez) هو لاعب كرة قدم أرجنتيني في مركز حراسة المرمى، ولد في 30 مارس 1987 في روساريو في الأرجنتين. لعب مع روزاريو سنترال وكيلمس.

## وصلات خارجية
- هيرنان غاليندز على موقع إي إس بي إن إف سي (الإنجليزية)
- هيرنان غاليندز على موقع قاعدة بيانات كرة القدم.إي يو (الإنجليزية)
- هيرنان غاليندز على موقع ناشيونال فوتبول تيمز (الإنجليزية)
- هيرنان غاليندز على موقع Soccerbase.com (لاعب) (الإنجليزية)
- هيرنان غاليندز على موقع Soccerway.com (الإنجليزية)
- هيرنان غاليندز على موقع عالم كرة القدم.نت (الإنجليزية)